# Incidente del DC-3 di LASER AEREO del 2019
L'incidente del Douglas DC-3 di LASER AEREO è stato un incidente aereo avvenuto il 9 marzo 2019 nella zona rurale denominata Finca La Bendición, nel municipio di San Martín, in Colombia, che ha causato la morte di tutti i 14 occupanti l'aereo. L'incidente è stato il numero 4559 in cui è andato distrutto un Douglas DC-3.

## L'aereo
L'aereo era stato costruito come Douglas C-47 Dakota/Skytrain nel 1945 con il s/n 44-76773, poi preso in carico dall'aprile dello stesso anno dall'United States Naval Aviation. Dopo la guerra, aveva ricevuto la matricola civile N87611, per essere poi venduto nel 1980 in Colombia alla compagnia aerea cargo SAEP, ricevendo la registrazione HK-2494. Rimasto poi immagazzinato per anni, era stato ceduto alla SADELCA nel 1999 e infine alla Laser Aéreo nel 2015.
La Aeronáutica Civil de Colombia ha dichiarato che sia le certificazioni dell'aeromobile che i certificati medici dei piloti erano conformi alle regolamentazioni vigenti.
Il velivolo, come spesso avviene per gli aerotaxi, non era dotato di scatole nere, ma di un semplice segnalatore GPS.
In molti, in seguito a questo incidente, hanno sollevato la questione dell'età troppo elevata di alcuni velivoli circolanti in alcune zone del mondo come il Canada, gli Stati Uniti, l'America Latina, la Russia ed il Medio Oriente. Il velivolo in questione aveva 74 anni di servizio alle spalle.

## Passeggeri
Tutti gli occupanti dell'aereo sono morti nell'incidente, al momento del violento impatto contro il suolo. Tra le vittime, ci sono l'alcaldesa del municipio di Taraira, Doris Lizeth Villegas Chará, che viaggiava con il marito, Heriberto Araque Delgado, in passato anche lui alcalde, e la loro figlia, il proprietario dell'aereo e il cantante locale Manuel Tiberio Mejía Tobón, che viaggiava con il suo tecnico del suono. Facevano tutti parte di una comitiva partita da Taraira, dove avevano partecipato, il giorno precedente, alle celebrazioni della Giornata internazionale della donna.

## L'incidente
Il volo era operato dalla Latinoamericana de Servicios (Laser) Aéreo, ed era partito dall'aeroporto di Taraira alle 06:13 locali, diretto all'aeroporto Vanguardia di Villavicencio, ma era stato costretto dal maltempo a sostare all'aeroporto di Miraflores, da cui era ripartito per l'aeroporto "Capitán Jorge Enrique González" di San José del Guaviare per rifornirsi di carburante, ripartendo alle 09:55, la località è distante circa 210 km in linea d'aria da Villaviciencio. Alle ore 10:15, il pilota ha dichiarato l'emergenza, dopo di che, dopo un'ultima chiamata alle 10:32, in cui il pilota comunicava di essere in vista di una pista, l'aereo è precipitato alle 10:36, nel tentativo di effettuare un atterraggio d'emergenza, in un campo coltivato nei pressi di una strada rurale, prendendo fuoco. La zona dove è avvenuto l'incidente è vicina alla città di San Carlos de Guaroa, ma nel territorio comunale di San Martín. Le indagini hanno indicato un guasto al motore sinistro come causa primaria dell'incidente; secondo le autorità, l'aereo sarebbe stato comunque in grado di raggiungere la destinazione finale anche con un solo motore, ma, per l'impossibilità di azionare il variatore di passo dell'elica, per porre in bandiera le pale del motore inefficiente, il velivolo non sarebbe più stato in grado di mantenere rotta e quota.

## Le indagini
Il final report, pubblicato alla fine del 2020, riporta che le cause dell'incidente furono:
- la perdita di controllo a seguito della perdita di velocità causata dall'impossibilità di mettere in bandiera l'elica sinistra;
- il malfunzionamento del sistema di lubrificazione del motore n.1 evidente da una perdita d'olio dalla centralina elettrica e dal regolatore dell'elica in volo; sebbene siano state riscontrate discrepanze nella manutenzione della linea di pressione del sistema di piumaggio dell'elica, non è stato possibile determinare le cause della perdita d'olio;
- debolezze nelle procedure operative da parte dell'operatore che hanno causato mancanza di standard nel processo decisionale da parte degli equipaggi in caso di guasti critici, come la selezione di un aeroporto alternato o l'esecuzione di un atterraggio forzato in campo aperto.»

(Final report DC-3 HK-2494)
A contribuire all'incidente furono:
- carenze nelle procedure di manutenzione della linea di pressione del sistema di messa in bandiera dell'elica del motore n.1;
- violazioni di un programma di manutenzione efficace e affidabile, che non ha verificato le condizioni operative esistenti dei componenti dell'aeromobile. Non è stato possibile determinare se e quando le ultime 50 ore di servizio sono state eseguite al motore n.1 poiché non c'erano voci dell'ultimo servizio nel registro;
- programma di sicurezza inefficiente da parte dell'operatore che non ha rilevato errori nei processi di manutenzione e nello svolgimento e controllo delle operazioni.»

(Final report DC-3 HK-2494)